# Alchemilla pallens
Alchemilla pallens é uma espécie de rosácea do gênero Alchemilla, pertencente à família Rosaceae.